# Айсанті (Міннесота)
Айсанті (англ. Isanti) — місто (англ. city) в США, в окрузі Ісанті штату Міннесота. Населення — 6804 особи (2020).

## Географія
Айсанті розташоване за координатами 45°29′29″ пн. ш. 93°14′33″ зх. д. / 45.49139° пн. ш. 93.24250° зх. д. (45.491489, -93.242628).  За даними Бюро перепису населення США в 2010 році місто мало площу 12,55 км², з яких 12,45 км² — суходіл та 0,10 км² — водойми. В 2017 році площа становила 11,84 км², з яких 11,77 км² — суходіл та 0,07 км² — водойми.

## Демографія
Згідно з переписом 2010 року, у місті мешкала 5251 особа в 1871 домогосподарстві у складі 1336 родин. Густота населення становила 418 осіб/км².  Було 2038 помешкань (162/км²).
Расовий склад населення:
| - 94,7 % — білих - 1,1 % — чорних або афроамериканців - 0,7 % — азіатів - 0,5 % — корінних американців |

До двох чи більше рас належало 2,2 %. Частка іспаномовних становила 2,8 % від усіх жителів.
За віковим діапазоном населення розподілялося таким чином: 32,8 % — особи молодші 18 років, 60,7 % — особи у віці 18—64 років, 6,5 % — особи у віці 65 років та старші. Медіана віку мешканця становила 28,4 року. На 100 осіб жіночої статі у місті припадало 101,7 чоловіків;  на 100 жінок у віці від 18 років та старших — 100,4 чоловіків також старших 18 років.
Середній дохід на одне домашнє господарство  становив 61 904 долари США (медіана — 58 431), а середній дохід на одну сім'ю — 71 619 доларів (медіана — 71 045). Медіана доходів становила 43 500 доларів для чоловіків та 32 220 доларів для жінок. За межею бідності перебувало 5,2 % осіб, у тому числі 3,7 % дітей у віці до 18 років та 4,4 % осіб у віці 65 років та старших.
Цивільне працевлаштоване населення становило 3202 особи. Основні галузі зайнятості: освіта, охорона здоров'я та соціальна допомога — 22,5 %, роздрібна торгівля — 13,4 %, виробництво — 13,1 %.